# Podlaží
Podlaží je jedna úroveň budovy v dané výšce nad či pod zemí. Počet podlaží je jedním ze základních údajů o budově a je roven počtu podlah, které dům má, bez ohledu na to, zda tato podlaží jsou v podzemí nebo v přízemí anebo u poschoďového domu nad přízemím. Tím se právě slovo podlaží liší od výrazů patro nebo poschodí, které označují jen části domu nad přízemím. Pětipatrový dům má tedy šest či více podlaží podle toho, jestli má i podzemní část. Konstrukční výška jednoho patra se pohybuje kolem 3 metrů.

## Názvy

Podlaží vs. patro: Tento dům má celkem pět podlaží (tři nadzemní, z toho jedno přízemí, dvě podzemní), ale jen dvě patra

Přízemí je označení prvního nadzemního podlaží. Ve stavebnictví se přízemí označuje termínem „první nadzemní podlaží“ a (zejména ve stavebních výkresech) zkratkou „1. NP“. Přízemí se nachází při zemi, lépe řečeno vstup do budovy se nachází většinou v přízemí. Podlaha v přízemí bývá ve stejné výškové úrovni jako je okolní terén. Ve svažitém terénu se používá při konstrukci budov přízemí zapuštěné do okolního terénu. Pokud by bylo přízemí (jeho podlaha resp. její převážná část) zapuštěné více než 800 milimetrů pod nejvyšší úroveň terénu v pásmu 5 metrů kolem obvodu stavby, jednalo by se podle normy ČSN 6707-1 o suterén, tedy „první podzemní podlaží“ (1. PP). U některých obytných domů se lze setkat s tzv. zvýšeným přízemím, kdy je 1. nadzemní podlaží mírně povysunuto nad okolní terén (např. některé panelové domy).
Sklep respektive sklepení je název jednoho podzemního nebo i více podzemních podlaží.
Již poněkud zastaralým výrazem s obdobným významem jako podlaží je také etáž.